# 4998 Kabashima
4998 Kabashima è un asteroide della fascia principale. Scoperto nel 1986, presenta un'orbita caratterizzata da un semiasse maggiore pari a 3,0073293 UA e da un'eccentricità di 0,0733441, inclinata di 9,90291° rispetto all'eclittica. È stato dedicato a Fujio Kabashima, un astrofilo giapponese, autore di numerose scoperte astronomiche.